# Sola (película de 2023)
Sola es una película de España de 2023. Dirigida, escrita y producida por José Manuel Rebollo. Está protagonizada por María Andrómeda y cuenta con la presencia de Mabel Carrión y Asencio Salas.
La película fue filmada durante diez días entre finales de marzo y principios de abril de 2021. Su rodaje tuvo lugar en una antigua casa céntrica situada en El puerto de Santa María,(Cádiz).
Se trata de un drama intimista sobre la salud mental disfrazado de género fantástico.

## Sinopsis
Tras recibir una mala noticia, Marta decide encerrarse en casa por voluntad propia. Aunque este confinamiento no será fácil de sobrellevar, teniendo en cuenta que empiezan a suceder cosas extrañas.

## Producción
Su guion fue escrito durante el confinamiento por la pandemia de COVID-19 en España. Tras hacer la prueba de una escena concreta a principios de julio de 2020 a las actrices María Andrómeda y Mabel Carrión, ambas procedentes de El puerto de Santa María, José Manuel Rebollo comenzó a armar la película contando principalmente con un equipo humano procedente de la provincia de Cádiz, con Paco Ruiz como director de producción, el compositor Willy Sánchez de Cos, el sonidista José Aguirre o el montador de cine Juan Gabriel García.[cita requerida]